# North Flying

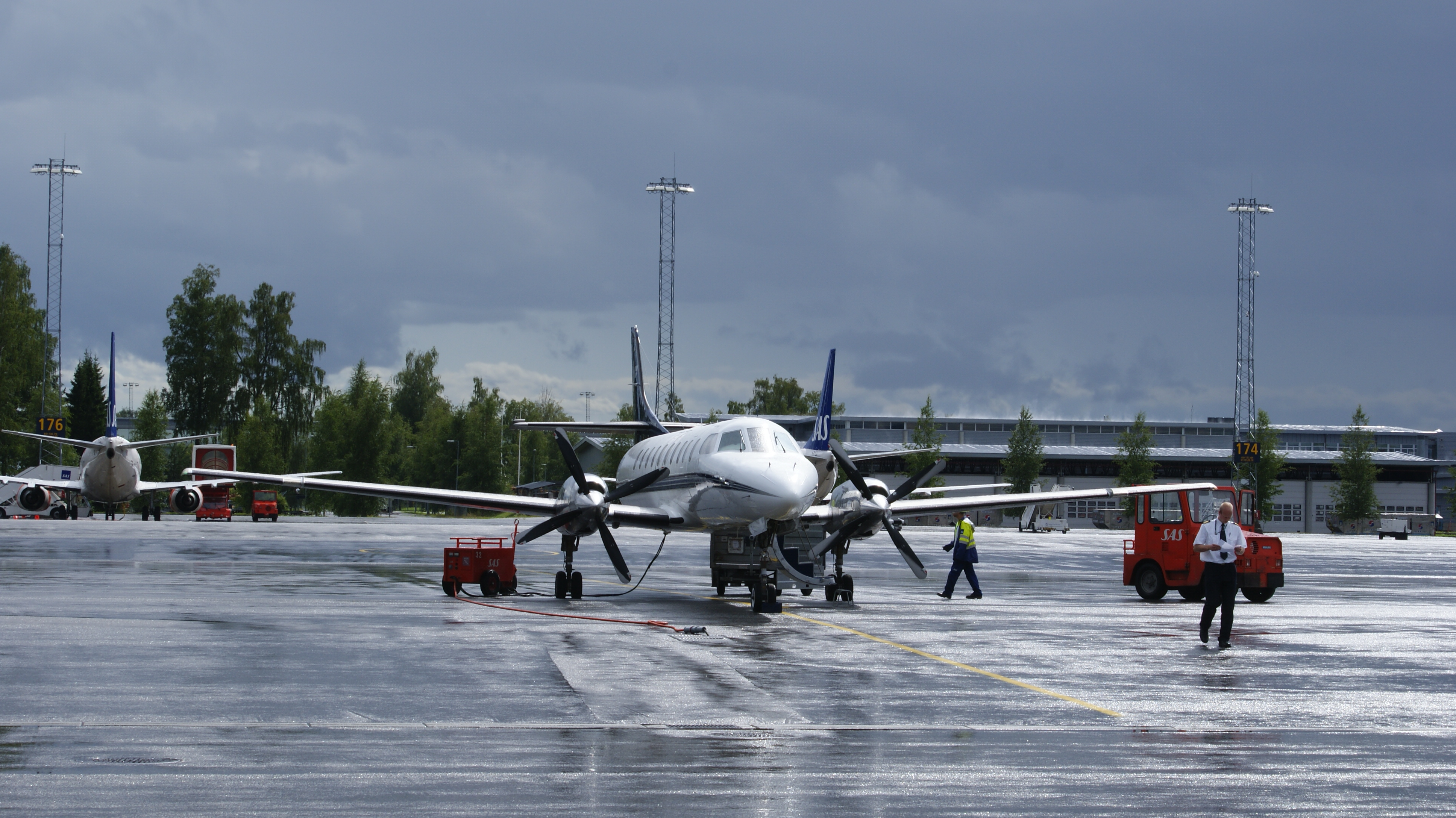

North Flying – duńska linia lotnicza z siedzibą w Aalborgu. Została założona w 1963.